# Jan Wojnarski (malarz)
Jan Józef Wojnarski (ur. 1 grudnia 1879 w Tarnowie zm. 14 października 1937 w Krakowie) – polski grafik, malarz, profesor ASP w Krakowie.

## Życiorys
Pochodził z rodziny kościelnego organisty. Od 1902 studiował na  krakowskiej ASP pod kierunkiem prof. Floriana Cynka, Jana Stanisławskiego i Leona Wyczółkowskiego. W latach 1904–1905 odbył artystyczną podróż do Włoch. Po powrocie rozpoczął naukę grafiki warsztatowej w pracowni prof. Józefa Pankiewicza.
Od 1911 pracował na Akademii Sztuk Pięknych w Krakowie, początkowo jako młodszy asystent, potem asystent a od 1929 jako profesor na Wydziale Grafiki.

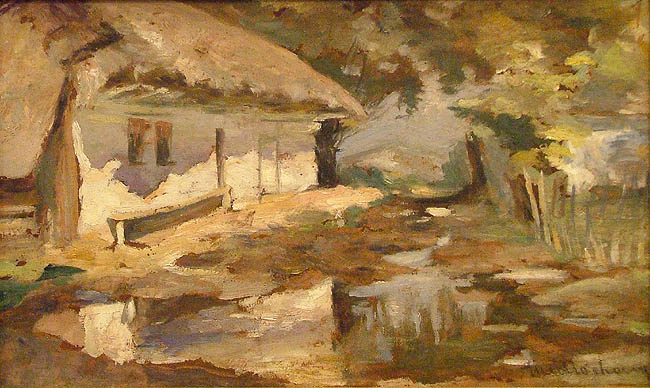
Dom wśród drzew

Jego pejzaże  otrzymywały liczne wyróżnienia na krajowych i międzynarodowych wystawach. W 1937 zdobył złoty medal na międzynarodowej wystawie w Paryżu. 11 listopada 1937 został pośmiertnie odznaczony Krzyżem Oficerskim Orderu Odrodzenia Polski. 
Malarstwo Wojnarskiego to przede wszystkim  pejzaże, najczęściej niewielkich formatów, zdradzające duży wpływ szkoły Jana Stanisławskiego.
Szczególnie znane są prace graficzne Wojnarskiego, wykonywane najczęściej technikami akwaforty, miedziorytu i litografii. Wykonana w latach dwudziestych XX w. barwna litografia Portret własny znajduje się w zbiorach Muzeum Brytyjskiego. Wiele prac Wojnarskiego znajduje się w Muzeum Narodowym w Krakowie i Muzeum Narodowym w Warszawie.
Żonaty z Kazimierą Musiałowicz, ojciec Jana i Krzysztofa.
Zmarł w Krakowie. Pochowany na cmentarzu Rakowickim (kwatera GC-1-13).

## Literatura
- Beata Lewińska-Gwóźdź:Jan Wojnarski Malarstwo, grafika i rysunek, Bernardinum, Pelplin,  2004, ISBN 83-87668-63-X.